# Udo Hertwich
Udo Hertwich (* 4. Juli 1944) ist ein deutscher Politiker (CDU).
Vor seiner politischen Karriere arbeitete der in Lugau wohnhafte Hertwich als Sportlehrer. Vom 6. Juni 1990 bis zum 31. Juli 2008 war er Landrat des Landkreises Stollberg. Bezüglich seiner Aufsichtsratstätigkeit im Stollberger Krankenhaus stand Hertwich seit 2003 unter Korruptionsverdacht. Nachdem gegen Hertwich im Juni 2004 wegen des Vorwurfs der Veruntreuung von 106.812 Euro Anklage erhoben worden war, wurde er am 15. Juni 2004 von Regierungspräsident Karl Noltze vom Dienst suspendiert. Das Strafverfahren gegen Hertwich wurde vom Landgericht Chemnitz mangels Beweisen jedoch nicht eröffnet, wodurch er ein halbes Jahr nach seiner Suspendierung wieder in sein Amt zurückkehren konnte. Die Ermittlungen der Staatsanwaltschaft Chemnitz gegen Hertwich wurden im Februar 2006 endgültig eingestellt.
Für Aufsehen sorgte Hertwich, als er am 22. Juni 2008 in der notwendig gewordenen Stichwahl bei der Wahl des Landrats des im Rahmen der Sächsischen Kreisreform 2008 neugeschaffenen Erzgebirgskreises als Einzelbewerber gegen den offiziellen CDU-Kandidaten Frank Vogel antrat. Er begründete sein Vorgehen damit, dass er lieber den Parteifreund Albrecht Kohlsdorf als Kandidaten gesehen hätte. Hertwich erzielte nur 3,9 % der gültigen Stimmen, während Vogel zum Landrat gewählt wurde. In der Folge wurde von der CDU im Erzgebirgskreis ein Parteiausschluss Hertwichs diskutiert und im September 2008, offiziell mit ausstehenden Mitgliedsbeiträgen begründet, vollzogen.
Wegen einer Dienstpflichtverletzung bei einer 1999 durchgeführten Beräumung einer Fäkaliengrube in Leukersdorf fordert der Erzgebirgskreis einen Schadenersatz in Höhe von 127.832 Euro von Hertwich, der die Beräumung durch den Landkreis Stollberg veranlasste. Eine Klage Hertwichs gegen diesen Leistungsbescheid wurde im November 2010 vom Verwaltungsgericht Chemnitz abgewiesen.
Hertwich war Präsident des Kreissportbundes Stollberg und ist nunmehr Vizepräsident des Kreissportbunds Erzgebirge.